# Makinohara
Makinohara (Japans: 牧之原市, Makinohara-shi) is een havenstad in de prefectuur Shizuoka in Japan. Begin 2010 is de oppervlakte van deze stad is 111,68 km² en heeft de stad bijna 49.000 inwoners. De stad ligt op de Makinohara-hoogvlakte.

## Geschiedenis
Makinohara werd op 11 oktober 2005 een stad (shi) na samenvoeging van de gemeentes Sagara (相良町, Sagara-chō) en Haibara (榛原町, Haibara-chō).

## Verkeer
De Luchthaven Shizuoka ligt binnen de grenzen van Makinohara en Shimada.
Makinohara heeft een zeehaven.
Makinohara ligt aan de Tomei-autoweg en aan de nationale autowegen 150 en 473.

## Stedenband
Makinohara heeft een stedenband met
- Kelso (Washington), Verenigde Staten

## Aangrenzende steden
- Kikugawa
- Shimada
- Omaezaki

## Geboren in Makinohara
- Umetaro Suzuki (鈴木 梅太郎, Suzuki Umetarō), wetenschapper in vitamineonderzoek
- Takuma Edamura (枝村 匠馬, Edamura Takuma), voetballer